# António Martins de Sousa
António Martins de Sousa foi um ferroviário português.

## Biografia
Em 1942, deslocou-se a Madrid, em Espanha, a cargo de uma empresa de transportes, para tentar libertar vários vagões, originários de Portugal, com destino à Suíça e Alemanha, que se encontravam retidos, devido à Segunda Guerra Mundial, nas estações ferroviárias fronteiriças entre Portugal e Espanha, especialmente Vilar Formoso e Marvão-Beirã; conseguiu que os vagões prosseguissem viagem, pelo menos até Hendaye, na fronteira de França. Fixou, nesse ano, residência na capital espanhola, tendo, desde então, laborado como especialista em transportes para a Red Nacional de Ferrocarriles Españoles, em nome da Unión de Transportes Ibéricos, instituição que auxiliava as relações entre as operadoras ferroviárias na Península Ibérica.
Em 1960, foi nomeado correspondente para Madrid da Gazeta dos Caminhos de Ferro.